# Quintal Arbiro
Quintal Arbiro ist ein Stadtteil der osttimoresischen Landeshauptstadt Dili. Er liegt im Suco Lahane Oriental (Verwaltungsamt Nain Feto, Gemeinde Dili). Die Südgrenze bildet die Rua de Taibesi, die Ostgrenze die Rua de Santa Cruz, die Nordgrenze die Rua Dom José Ribeiro und die Westgrenze die Avenida Bispo Medeiros. Der Westteil gehört zur Aldeia Deambata Bessi und der Ostteil die Aldeia Alcrin.
In Alcrin und Deambata Bessi zusammen leben 3007 Menschen (2015).